# Toyota Hybrid X
Toyota Hybrid X — гибридный концепт-кар компании Toyota. Презентация состоялась на Женевском автосалоне в 2007 году, также был показан на Московском и Сиднейском автосалонах в 2008 году.

## Описание
Модель была разработана в европейском центре дизайна Toyota — ED², расположенном на юге Франции, и отображает видение компанией дизайна своих будущих гибридов.
Концепт представляет из себя однообъёмный четырёхместный автомобиль. Лобовое стекло заходит на крышу, где его и панораную крышу разделяет небольшая передняя стойка. Стойки крыши и лобовое стекло имеют форму буквы U, а все вместе они сверху образуют форму буквы X (отсюда название). Лобовое стекло также разделяется в зоне капота и касается фар, которые благодаря этому видно из салона. Двери распашные: передние закреплены спереди, а задние — сзади. Устанавливаемые колёса — 225/40 R20
Салон также необычный. Руль имеет форму, чем-то похожую на штурвал гоночных автомобилей. В центральную консоль встроены светодиодные лампы, информирующие о безопасном расстоянии, ускорении и торможении, причём эта информация предназначена не для водителя, а для других участников движения. Еще одна функция — регулировка атмосферы автомобиля, с помощью которой водитель может менять обзор, звуковые эффекты в салоне и даже запах. Запах меняется благодаря специальному распылителю. На рулевой колонке располагается информация о распределении энергии на колёса, расходе топлива и текущей передаче автомобиля. Задние сиденья можно повернуть к центру автомобиля на 12 градусов.
Силовой установкой автомобиля является гибридный синергетический привод, разработанный компанией Toyota.

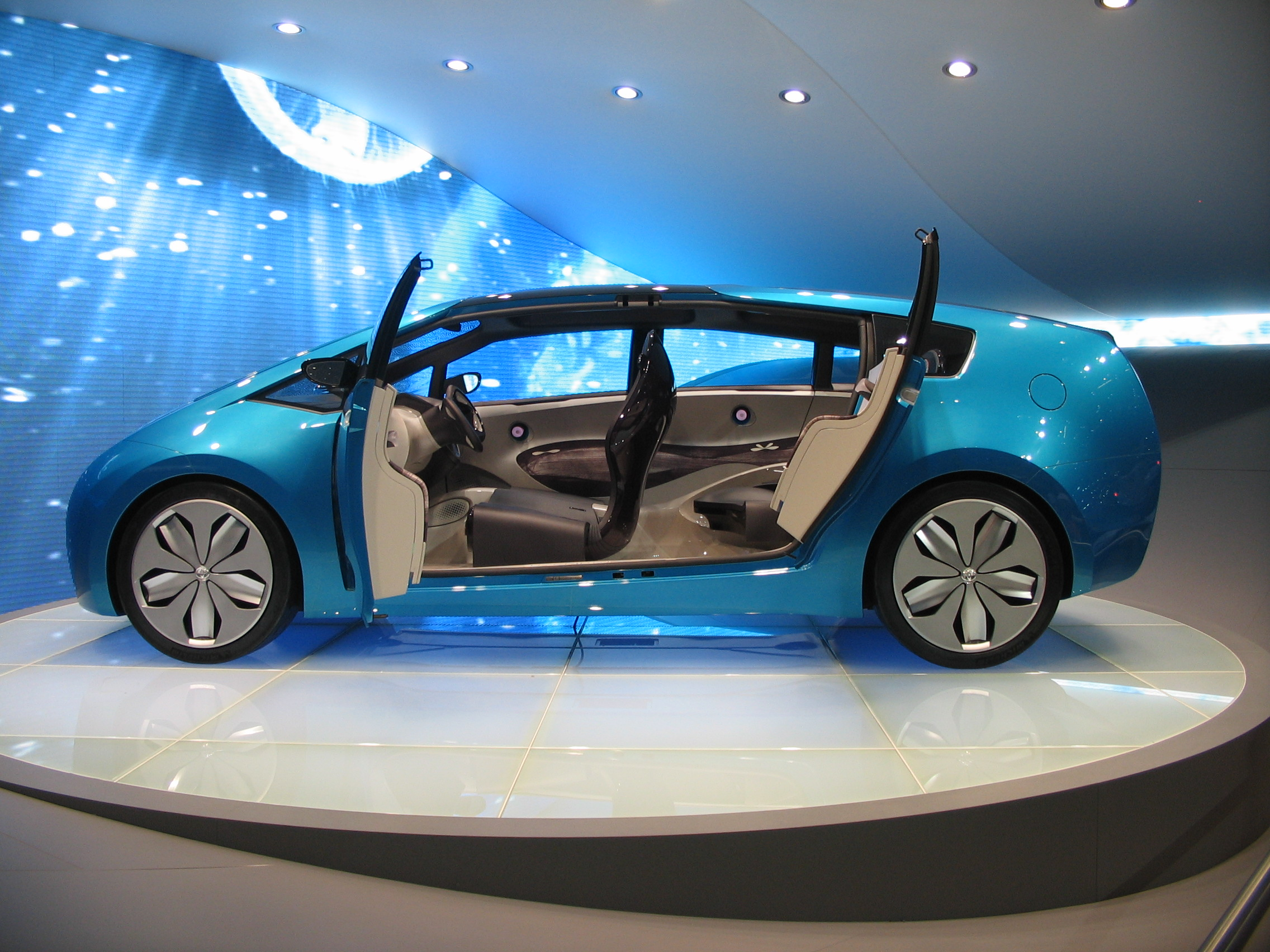
Вид сбоку, двери открыты
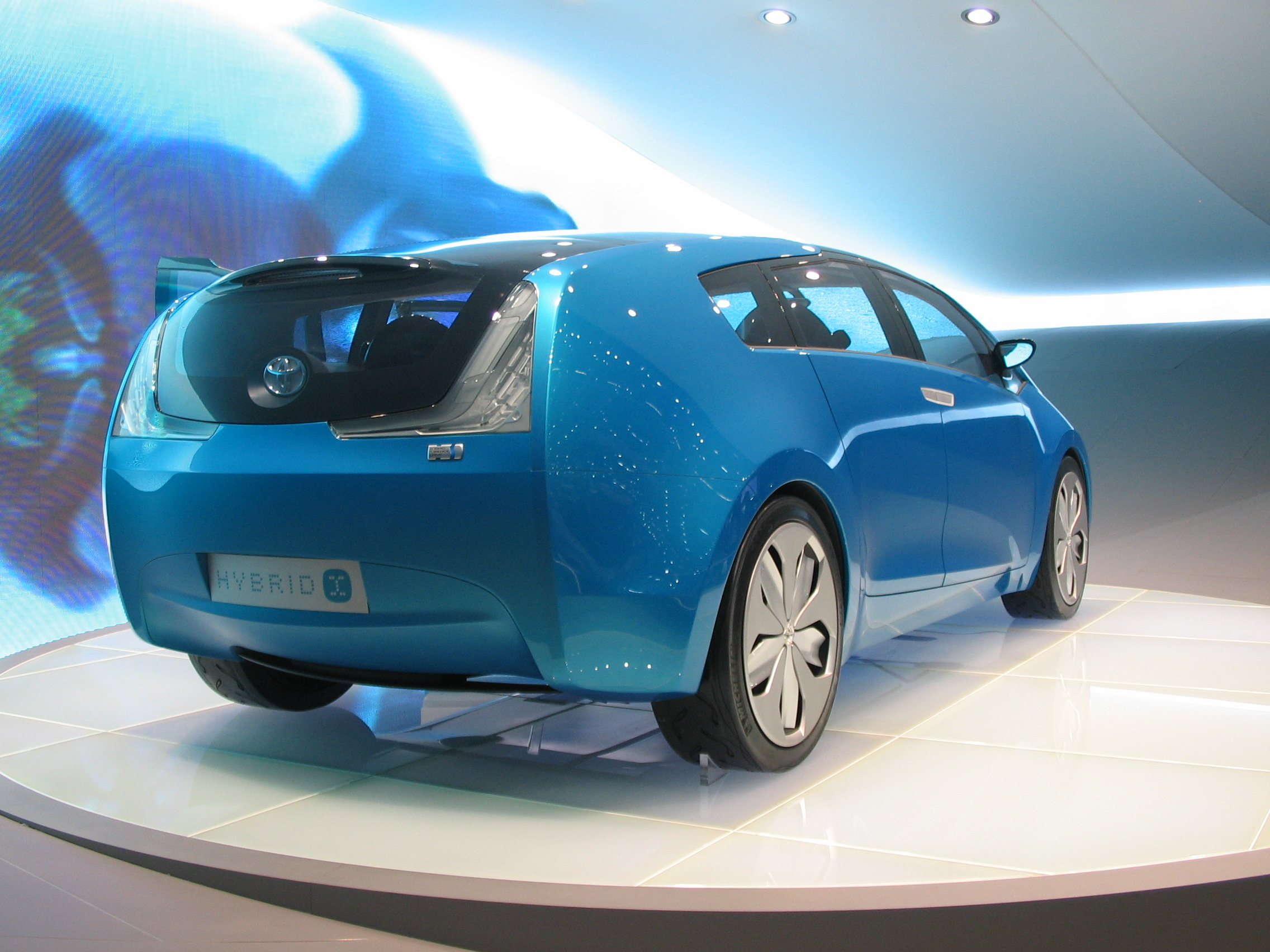
Вид сзади
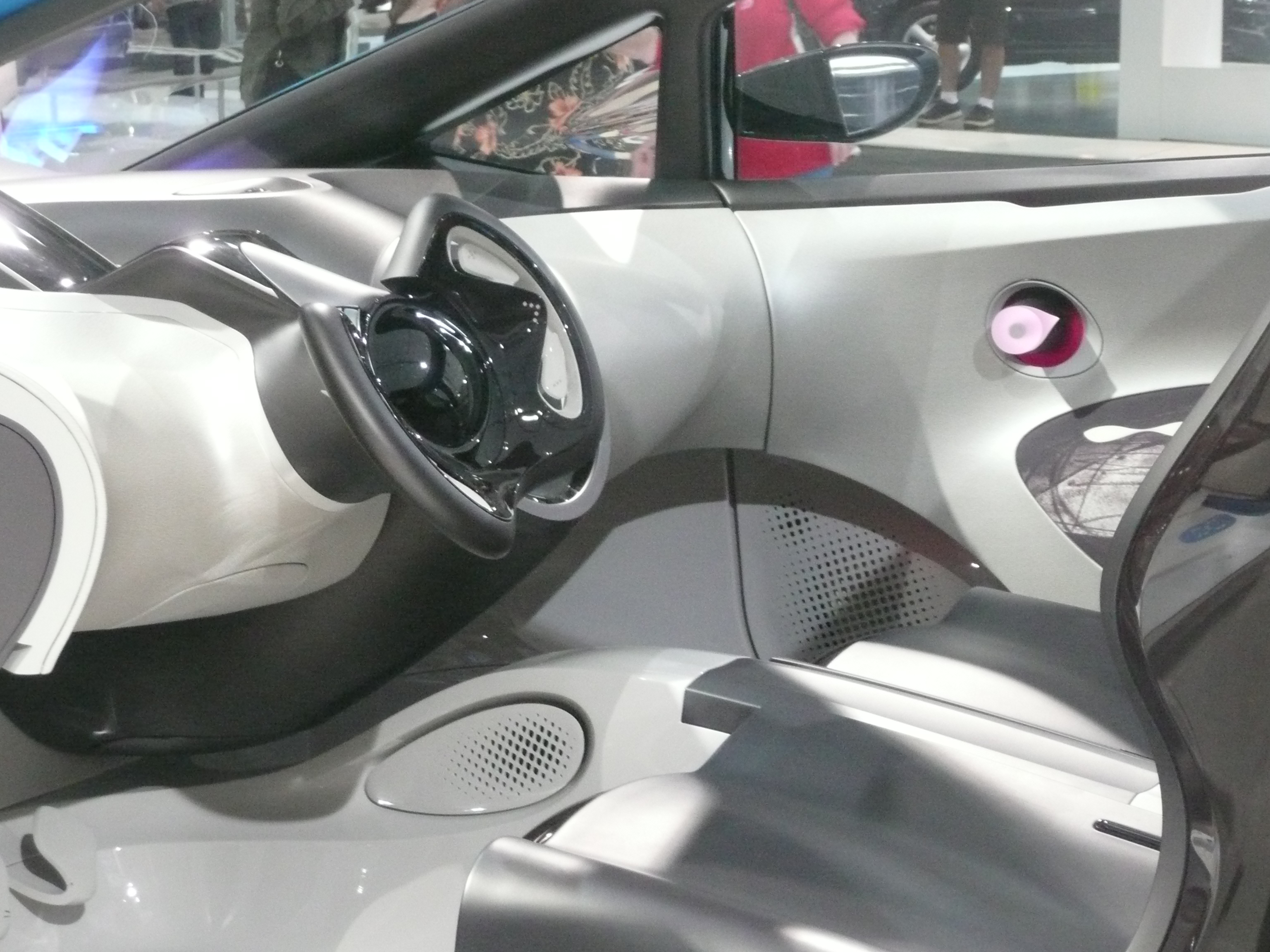
Место водителя
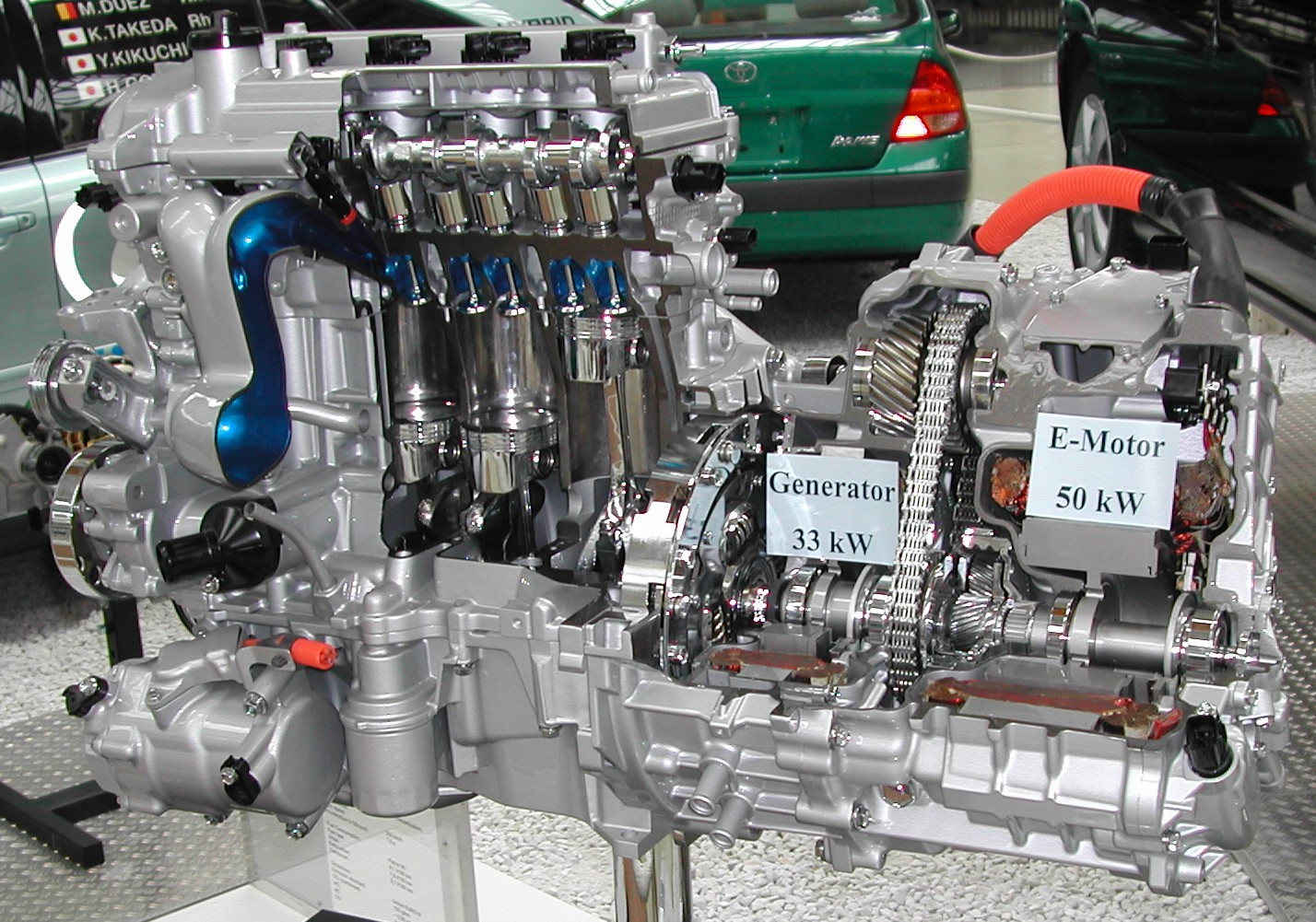
Двигатель